# Gian Galeazzo Visconti
Gian Galeazzo Visconti (Pavia, 1351. október 16. – Melegnano, 1402. szeptember 3.) Milánó első hercege. II. Galeazzo Visconti fia. Apja még fivérével együtt uralta a várost, de Gian Galeazzo legyőzte zsarnok nagybátyját, és egyesítette a két városrészt. Ő alapította a Certosa di Pavia kolostort, befejezte a paviai Visconti-várat, melyet apja kezdett építeni, és folytatta a munkálatokat a milánói dómon. I. Mária szicíliai királynő jegyese.

## Élete
A Visconti-család 1262 óta állt Milánó élén, amikor Ottone Visconti lett a város érseke. A család címerén egy ezüst alapon tekergő, arany koronás kék kígyó (a ravaszság jelképe) látható, amely elnyel egy sötét bőrű embert. A család mottója latinul: Vipereos mores non violabo (Nem szegem meg a kígyó szokásait).
Gian Galeazzo apja, Galeazzo a testvérével, Bernabòval közösen uralta Milánót. Az 1351-ben született Gian Galeazzo azzal mozdította elő politikai pályafutása sikerét, hogy 1360-ban feleségül vette a Valois-házból származó Izabellát, II. János francia király leányát. A házassággal megkapta a Vertus grófja címet. Ebből a házasságból született lánya, Valentina. 1378-ban édesapja elhunyt, így Gian Galeazzo megörökölte a város nyugati felét, és annak rettegett uralkodója lett. Nagybátyja, Bernabò azonban még nála is kegyetlenebb rémuralmat vezetett be.
Amikor Bernabò végiglovagolt Milánó utcáin, mindenkinek le kellett térdelnie, mintha valami istent tisztelnének. Ha valaki ellenszegült vagy a legcsekélyebb módon is felbosszantotta, az kegyetlen büntetést kapott. Bernabò egy negyven napig tartó, kínzásokkal tarkított büntetést ötölt ki, amelyet nyilvánosságra is hozott, hogy mindenki rettegjen tőle. 1382-ben Bernabò Anjou Lajos francia herceggel kötött szövetséget, amelyet azzal érvényesített, hogy Lajos fia feleségül vehette Bernabò unokáját.
Gian Galeazzo kezdett félni, hogy Bernabò hatalma túlságosan is megnőhet, ezért úgy tett, mintha zarándokútra indulna, és a város falain kívülre hívta őt. Ezek után elfogatta, majd rács mögé vetette, ahol Bernabò nem sokkal később meghalt, feltehetően megmérgezték. Ekkor Gian Galeazzo egyesítette Milánó két felét, és a teljes város fölött átvette az uralmat.
1373-ban a felesége meghalt, és 1380. október 3-án feleségül vette unokatestvérét, Bernabò lányát, Caterinát. Két fiuk született, Gian Maria és Filippo Maria. 1387-ben Gian Galeazzo a lánya, Valentina kezét ajánlotta VI. Károly francia király testvérének, I. Lajos orléans-i hercegnek. Amikor a francia udvarban – ahol Bernabò unokája, Bajorországi Izabella volt a királyné – pletykáltak Valentináról, Gian Galeazzo háborúval fenyegette meg őket.
Gian Galeazzo több város felett is megszerezte az uralmat. A Scala-dinasztiát kidobta Veronából, és a Velencétől északra fekvő Trevisót is elfoglalta. Vicenzát és Paduát is elfoglalta, de utóbbit 1390-ben elveszítette. A Milánó hercege címet (az addigi Milánó ura helyett) Luxemburgi Vencel német királytól kapta 1395-ben 100 000 aranyforintért. 1399-ben elfoglalta Pisát és Sienát. Perugia és a többi umbriai város 1400-ban adta meg magát, Bolognát pedig 1402-ben hajtotta uralma alá. 1400-ban hivatalnokokat nevezett ki, és igyekezett javítani a közegészségügyön. Az adminisztrációban és könyvelésben bevezetett új rendszeréért az első modern bürokrácia létrehozójának is tartják.
1402-ben Bologna és Firenze kivételével az összes észak-itáliai terület az övé volt. Bologna fölött győzelmet aratott, és Firenzét is megtámadta, azonban egy seregszemle után augusztus 10-én megbetegedett és szeptember 3-án, 51 évesen meghalt pestisben. Birodalma szétesett, mert örökösei összevesztek azon, hogy törvényes és törvénytelen utódai közt osztotta fel földjeit.